# Chico (Fluss)
Der Chico ist ein Fluss im Norden der philippinischen Insel Luzon.
Der vollständige Name lautet Rio Chico de Cagayan („Kleiner Cagayan“).
Er entspringt in der Provinz Benguet, etwa 14 km nördlich von Kabayan. Das Quellgebiet liegt am Mt. Data in den Philippinischen Kordilleren. Nur wenige Kilometer entfernt entspringen auch die Flüsse Agno und Abra.
Der Chico fließt zuerst nach Norden. Hier siedeln die Stämme der Lepanto und der Bontoc. Er passiert Bontoc, Bituagan, Tinglayan und Tabuk in der Provinz Kalinga. Bei Nabbayugan und Macical wird der Fluss zu zwei Stauseen gestaut. Er mündet bei Caggag und Nassiping (Stadt Gattaran) in den Cagayan. Am unteren Chico leben die christlichen Itavi (auch Ytabes oder Tawish genannt), die Tabak, Reis und Mais anbauen.
Wichtige Zuflüsse sind der Tanudan, der Saltan von Westen, der Mabaca, der Bananid und der Matalag.
Auf dem Fluss werden Wildwassertouren mit dem Kajak angeboten.